# Station Bohnenland
Haltepunkt Bohnenland is een voormalig spoorwegstation in de Duitse plaats Brandenburg an der Havel. Het station werd in 1906 geopend en in 1995 gesloten.